# Eugen Teodorovici
Eugen-Orlando Teodorovici (ur. 12 sierpnia 1971 w Bukareszcie) – rumuński polityk i urzędnik państwowy, minister ds. funduszy europejskich (2012–2015), minister finansów publicznych (2015, 2018–2019).

## Życiorys
Absolwent wydziału handlu na Academia de Studii Economice w Bukareszcie (1997). Magisterium ze stosunków międzynarodowych uzyskał w 2006 w SNSPA. Od 1991 pracował w ministerstwie transportu, najpierw jako referent, od 1997 jako specjalista. W 1999 został specjalistą, a następnie dyrektorem w departamencie ds. integracji europejskiej. W 2000 był dyrektorem departamentu, następnie do 2004 dyrektorem generalnym w resorcie spraw zagranicznych. Później był dyrektorem generalnym w ministerstwie gospodarki i finansów (do 2005) oraz w ministerstwie finansów publicznych (do 2007). W latach 2007–2009 pełnił funkcję sekretarza stanu w resorcie gospodarki i finansów. W 2009 zajmował stanowisko dyrektora generalnego w ministerstwie finansów publicznych, potem był dyrektorem w Izbie Obrachunkowej. W 2012 pełnił funkcję radcy stanu przy premierze.
W 2012 i 2016 z ramienia Partii Socjaldemokratycznej wybierany w skład Senatu, w którym zasiadał do 2020. W rządach Victora Ponty był ministrem ds. funduszy europejskich (od grudnia 2012 do marca 2015) oraz ministrem finansów publicznych (od marca do listopada 2015). Drugie z tych stanowisk objął ponownie w styczniu 2018 w gabinecie Vioriki Dăncili. Zajmował je do listopada 2019.
Powrócił później do Izby Obrachunkowej, w 2021 przeszedł do sektora prywatnego, obejmując udziały w przedsiębiorstwie zajmującym się głównie hodowlą trzody chlewnej. W tym samym roku został też skarbnikiem w rumuńskiej federacji rugby.